# Focus II
Focus II (in het buitenland: Moving Waves) is het tweede album van de Nederlandse rockband Focus. De lp werd door platenmaatschappij Bovema uitgebracht in het jaar 1971 op het Imperial label onder catalogusnummer 5C 05624385. Er is ook een Franse persing uitgebracht onder het Sire label onder nummer STEC 121. Later volgde er een heruitgave op compact disc door Red Bullet onder catalogusnummer RB 33188.

## Bezetting
Voor de opnamen van dit album was er (weer) ruzie in de tent. Van Leer wilde verder met Martijn Dresden en Hans Cleuver uit de bezetting van het eerste Focus album. Jan Akkerman wilde per se verder met zijn oude maatje Pierre van der Linden, uit Brainbox en Johnny and The Cellar Rockers, en een beetje met Cyriel Havermans. Akkerman zette Van Leer voor het blok: òf verder met Van der Linden en Havermans, of verder zonder Akkerman. Van Leer gaf toe en moest zijn oude vrienden ontslaan. Havermans zou tijdens de opnamen naar de mening van Akkerman de bastechniek nog onvoldoende beheerst hebben. Akkerman speelde daarom delen van de baspartij zelf in. Over wie wat nu op de plaat speelt zijn Havermans en Akkerman het oneens. Vlak voor het uitkomen van het album vertrok Havermans zonder animositeit. De andere Focusleden spelen mee op zijn solo-album Cyril.

## Musici
- Thijs van Leer — orgel, harmonium, mellotron, piano, sopraan en alt fluit, zang
- Jan Akkerman — gitaar, basgitaar
- Cyriel Havermans — basgitaar, zang
- Pierre van der Linden — drums

## Muziek
| Nr. | Titel                                   | Duur |
| --- | --------------------------------------- | ---- |
| 1.  | Hocus Pocus (T. van Leer; J. Akkerman)  | 6:35 |
| 2.  | Le Clochard (J. Akkerman)               | 1:55 |
| 3.  | Janis (J. Akkerman; T. van Leer)        | 3:00 |
| 4.  | Moving Waves (T. van Leer, Inayat Khan) | 2:30 |
| 5.  | Focus II (T. van Leer)                  | 4:00 |

| Nr. | Titel | Duur                                                                             |
| --- | --- | -------------------------------------------------------------------------------- |
| 1.  | Eruption" 1.1 — "Orfeus" (T. van Leer) 1.2 — "Answer" (T. van Leer) 1.3 — "Orfeus" (T. van Leer) 2.1 — "Answer" (T. van Leer) 2.2 — "Pupilla" (T. van Leer) 2.3 — "Tommy" (T. Barlage) 2.4 — "Pupilla" (T. van Leer) 3.1 — "Answer" (T. van Leer) 3.2 — "The Bridge" (J. Akkerman) 4.1 — "Euridice" (T. van Leer, Nobel) 4.2 — "Dayglow" (T. van Leer) 4.3 — "Endless Road" (P. van der Linden) 5.1 — "Answer" (T. van Leer) 5.2 — "Orfeus" (T. van Leer) 5.3 — "Euridice" (T. van Leer, Nobel) | 22:35 1:20 1:35 1:20 0:50 1:00 1:45 0:30 0:45 5:15 1:40 2:05 1:35 0:35 0:50 1:30 |

| Nr. | Titel | Duur                                                                             |
| --- | --- | -------------------------------------------------------------------------------- |
| 1.  | Hocus Pocus (T. van Leer; J. Akkerman) | 6:42                                                                             |
| 2.  | Le Clochard (J. Akkerman) | 1:55                                                                             |
| 3.  | Janis (J. Akkerman; T. van Leer) | 3:00                                                                             |
| 4.  | Moving waves (T. van Leer, I. Khan) | 2:30                                                                             |
| 5.  | Focus II (T. van Leer) | 4:00                                                                             |
| 6.  | Eruption" 1.1 — "Orfeus" (T. van Leer) 1.2 — "Answer" (T. van Leer) 1.3 — "Orfeus" (T. van Leer) 2.1 — "Answer" (T. van Leer) 2.2 — "Pupilla" (T. van Leer) 2.3 — "Tommy" (T. Barlage) 2.4 — "Pupilla" (T. van Leer) 3.1 — "Answer" (T. van Leer) 3.2 — "The Bridge" (J. Akkerman) 4.1 — "Euridice" (T. van Leer, Nobel) 4.2 — "Dayglow" (T. van Leer) 4.3 — "Endless Road" (P. van der Linden) 5.1 — "Answer" (T. van Leer) 5.2 — "Orfeus" (T. van Leer) 5.3 — "Euridice (T. van Leer, Nobel) | 22:35 1:20 1:35 1:20 0:50 1:00 1:45 0:30 0:45 5:15 1:40 2:05 1:35 0:35 0:50 1:30 |

## Bron
Over het nummer Eruption staat op de credits vermeld "Basic musical idea by Thijs van Leer". Op de credits staat Van Leer vermeld als componist van het eerste deel (Orfeus, Answer, Orfeus). Maar het beginmotief (Orfeus) is een bewerking van het leitmotiv van de opera Orfeo (1603) van Monteverdi. Inspiratie voor Eruption komt niet alleen van Monteverdi maar ook uit de trage beweging van het Concert voor orkest van Béla Bartók uit 1943. Tommy in Eruption is geschreven door Tom Barlage, saxofonist van Solution, die het nummer origineel als 'Divergence' opnam.

## Herpersing langspeelplaat
In 2021 kwam een nieuwe persing van de langspeelplaat van Red Bullet uit bij Music on Vinyl. Er werd gekozen voor de Engelstalige titel; een verwijzing naar Inayat Khan. Van Leer leest voor uit diens werk. Beste nummer in de oren van Wouter Bessels is dan Focus 2, waarin het kwartet op zijn best is.